# In Your Eyes (песня Робина Шульца)
«In Your Eyes» (с англ. — «В твоих глазах») — сингл немецкого диджея и продюсера Робина Шульца, включающий в себя вокал от норвежской певицы Alida. Он был выпущен 10 января 2020 на лейбле Warner Music Group и написан Робином Шульцем, Alida, Дэниелом Дейманном и Деннисом «Junkx» Бирбродтом. Песня достигла высшей позиции под номером один в американском чарте Dance Radio.

## История
Песня была анонсирована Робином в социальных сетях за неделю до её выхода.
Музыкальное видео для песни было выпущено 10 января 2020 на официальном канале Робина Шульца. В начале клипа Шульц и Alida появляются в тёмном помещении с двумя футурустичными мотоциклами, на которые затем садятся и начинают уезжать от роботов, преследовавших главных героев. После того, как все роботы были ликвидированы, перед Робином и Alida появляется ещё один робот, размеры которого были больше, чем предыдущих роботов. В итоге они уничтожают его.

## Отзывы
Оливер Трайон (англ. Oliver Tryon) из Cultr.com написал, что «вокал и наполнение песни находятся на высочайшем уровне, и это выводит композицию на новую ступень».

## Чарты
| Чарт (2020)                                | Высшая позиция |
| ------------------------------------------ | -------------- |
| Австрия (Ö3 Austria Top 40)                | 3              |
| Бельгия/Фландрия (Ultratop 50)             | 14             |
| Бельгия/Валлония (Ultratop 50)             | 5              |
| СНГ (TopHit)                               | 5              |
| Хорватия (HRT)                             | 20             |
| Чехия (Rádio — Top 100)                    | 5              |
| Чехия (Singles Digitál Top 100)            | 18             |
| Европа (Euro Digital Songs)                | 13             |
| Франция (SNEP)                             | 52             |
| Германия (GfK)                             | 5              |
| Венгрия (Dance Top 40)                     | 37             |
| Венгрия (Rádiós Top 40)                    | 2              |
| Венгрия (Single Top 40)                    | 17             |
| Венгрия (Stream Top 40)                    | 31             |
| Литва (AGATA)                              | 52             |
| Мексика (Billboard Mexico Ingles Airplay)  | 13             |
| Нидерланды (Dutch Top 40)                  | 5              |
| Нидерланды (Single Top 100)                | 15             |
| Норвегия (VG-lista)                        | 17             |
| Польша (Polish Airplay Top 100)            | 2              |
| Россия (TopHit)                            | 3              |
| Словакия (Rádio — Top 100)                 | 16             |
| Словакия (Singles Digitál Top 100)         | 72             |
| Словения (SloTop50)                        | 5              |
| Швеция (Sverigetopplistan)                 | 71             |
| Швейцария (Schweizer Hitparade)            | 5              |
| Украина (TopHit)                           | 36             |
| США (Billboard Hot Dance/Electronic Songs) | 11             |

| Чарт (2020)                                | Позиция |
| ------------------------------------------ | ------- |
| Austria (Ö3 Austria Top 40)                | 12      |
| Бельгия (Ultratop Flanders)                | 27      |
| Бельгия (Ultratop Wallonia)                | 29      |
| СНГ (Tophit)                               | 10      |
| Германия (Official German Charts)          | 14      |
| Нидерланды (Dutch Top 40)                  | 11      |
| Россия (Tophit)                            | 7       |
| Швеция (Schweizer Hitparade)               | 9       |
| США (Billboard Hot Dance/Electronic Songs) | 51      |

| Регион | Сертификация | Продажи |
| --- | ------------ | ------- |
| Австрия (IFPI Austria) | Платиновый   | 30 000  |
| Бельгия (BEA) | Золотой      | 20 000  |
| Франция (SNEP) | Золотой      | 100 000 |
| Германия (BVMI) | Золотой      | 200 000 |
| * Данные о продажах приведены только на основе сертификации. · Данные о продажах + прослушиваниях приведены только на основе сертификации. |              |         |